# Gogoľova
Gogoľova ulice je ulice v Bratislavě, v městské části Petržalka. S největší pravděpodobností vznikla v 30. letech 20. století. Je pojmenována podle Nikolaje Vasiljevič Gogola (1809 - 1852), ukrajinského spisovatele. Do roku 1950 měla název Puškinova ulice.
Táhne se kolmo od ulice Údernícka po ulici Dargovská, je rovnoběžná s Kaukazkou ulicí. Nejvýznamnějším objektem je podnik Hydronika na adrese Gogolova 18. Nachází se zde zástavba rodinných domů.